# Bibliotheca Tessinensis
Bibliotheca Tessinensis – seria wydawnicza, ukazująca się od 2004. Obejmuje źródła do dziejów Śląska Cieszyńskiego. Wydawcą podserii Series Polonica jest Książnica Cieszyńska, z kolei podserii Series Bohemica Ośrodek Dokumentacyjny Kongresu Polaków w Republice Czeskiej.
Inicjatorem przedsięwzięcia jest Krzysztof Szelong.

## Publikacje w serii Bibliotheca Tessinensis
- T. 1 (Series Polonica, t. 1): Leopold Jan Szersznik, Materiały genealogiczno-heraldyczne do dziejów szlachty księstwa cieszyńskiego, wydał Wacław Gojniczek (2004)
- T. 2 (Series Bohemica, t. 1): Stát, církev a národ v československé části Těšínského Slezska (1945-1953), wydał Józef Szymeczek (2004)
- T. 3 (Series Bohemica, t. 2): Zaolzie w świetle szyfrogramów polskiej placówki dyplomatycznej w Pradze oraz Ministerstwa Spraw Zagranicznych w Warszawie (1945-1949), wydał Jíří Friedl (2007)
- T. 4 (Series Polonica, t. 2): Aloys Kaufmann,  Gedenkbuch der Stadt Teschen, wydał Janusz Spyra (2007)
- T. 5 (Series Polonica, t. 3): Malo invidiam quam misericordiam. Wybór pism i dokumentów dotyczących Leopolda Jana Szersznika, wydali Janusz Spyra i Grzegorz Chromik (2014)
- T. 6 (Series Polonica, t. 4): Andrzej Cinciała, Dziennik 1846-1853, wydała Marzena Bogus (2015)
- T. 7 (Series Polonica, t. 5): Protokoły  posiedzeń plenarnych Rady Narodowej Księstwa Cieszyńskiego (1918-1920), wydali Edward Długajczyk i Miłosz Skrzypek (2016)